# Омельчук, Анатолий Константинович
Анатолий Константинович Омельчук (род. 27 февраля 1946, Могочино, Томская область) — советский и российский писатель, журналист и медиаменеджер. Член Союза журналистов СССР (1970), член Союза писателей СССР (1990), член Союза писателей России (1992); Заслуженный работник культуры Российской Федерации (1995), почётный гражданин Тюмени.

## Биография
Печатается с 1965 года. Автор 40 книг прозы, поэзии, публицистики и эссеистики о любви Сибири и любви к Сибири. Печатался в журналах «Москва», «Октябрь», «Сибирские огни», «Дружба народов», «Нева», «Полярная звезда», «Север», «Ямальский меридиан», «Сибирское богатство».
С 1966 г. — радиожурналист в Нижневартовске и Дудинке. В 1967—1987 гг. работал в Салехарде корреспондентом, редактором, старшим редактором, (1985 г.-87г) председателем Ямало-Ненецкого телерадиокомитета. В 1970 г. окончил историко-филологический факультет Томского университета. С 1987 г. — председатель Комитета по радиовещанию и телевидению Тюменской области, сменив занимавшего должность с 1977 по 1987 гг Владимира Костоусова. С 1992 по 30 ноября 2018 — президент телерадиокомпании «Регион-Тюмень» (директор филиала ФГУП ВГТРК)[3]. Член Союза журналистов России (1970), член Союза писателей СССР (1990), член Российского географического общества (1974), член правления Евроазиатской телеакадемии, президиума Международной Академии телевидения и радиовещания, действительный член Академии российской литературы, Академии российской науки и искусства.
Создатель 500 документальных телефильмов о Сибири и великих россиянах, призы всероссийских телефестивалей и медиафорумов.
Инициатор российских и межрегиональных телефестивалей: «Белые пятна истории Сибири», «Экстра-камера», «Бабье лето в Увате», «Хвост удачи», «Человек и вера», «Россия.doc.кино Тюмень» и радиофестивалей: «Сибирский тракт», «Птенец».
С 1 декабря 2018 года по настоящее время — находится на пенсии. Почетный гражданин Тюменской области (2019).
В 2022 году подписал письмо в поддержку российского военного вторжения на Украину.
Женат, имеет дочь и сына.

## Работы

### Фильмография
- «Вечный доброволец Севера. Константин Носилов». Режиссер И. П. Тужик (1986)
- «Иван Советского Союза». Режиссер Л. И. Переплеткина (1994)
- «Американский шпион Георгий Жженов». Режиссер Л. И. Переплеткина (1996)
- «Одиночество мужества». Режиссер Л. И. Переплеткина (1996)
- «Бытие таежного маэстро». Режиссер Л. И. Переплеткина (2000)
- «Седьмой поцелуй». Режиссер Л. И. Переплеткина (2001)
- «Откровение от Анны». Режиссер В. И. Федорова (2002)
- «Тень падающих листьев». Режиссер В. И. Федорова (2003)
- «Библия тайги». Режиссер В. И. Федорова (2008)
- «Предтеча». Режиссер Л. П. Борисова (2009)
- «Я Вас любил…». Режиссер В. И. Федорова (2010)
- «Евангелие от Матвея». Режиссер Л. П. Борисова (2010)
- «Семен Ремезов: взгляд Бога». Режиссер Л. П. Борисова (2012)
- «Командарм поиска. Геолог Василий Подшибякин». Режиссер Л. П. Борисова (2012)
- «Невеста человечества. Поэт Ксения Некрасова». Режиссер М. А. Тугаринова (2013)
- «Счастливый гений с реки Потудань. Писатель Андрей Платонов». Режиссер Л. П. Борисова (2013)
- «Страсти по Савве. Российский меценат Савва Мамонтов». Режиссер Л. П. Борисова (2014)
- «Сибирская любовь Федора Достоевского». Режиссер Э. Ю. Улыбин (2015)
- «Николай Заболоцкий. Последняя любовь». Части 1-я и 2-я. Режиссер Э. Ю. Улыбин (2015)
- «Сибирский генералиссимус. Алексей Шеин». Режиссер Л. П. Борисова (2016)
- «Аз есмь Александр Кокоринов». Режиссер Л. П. Борисова (2017)
- «Тобольский классик. Возвращение Василия Перова». Режиссер Л. П. Борисова (2017)
- «Сибирь: сон Бога». Цикл фильмов (2012 −2017 гг.) — 13 фильмов: «Формула Вселенной», «Гениальная Сибирь», «Золотой запас России», «Белой России столица», «Реки детства текут к истоку», «Имя для принцессы», «Золотая тайна Сибири», «Магический меридиан Сибири», «Чистая слеза Бога», «Сибирские ворота Азии», «Иероглиф камня — память воды», «Сибирь — альтернативное человечество».
- «Полярный круг человечества». Цикл фильмов (2005—2008 гг.) — 8 фильмов: «Чужое счастье», «Сибирская Америка», «Russian times» («Русские времена»), «Холодный расчет», «Уик-энд в Исландии», «Неопознанная Гренландия», «Ловушка для снов».

## Награды и признание
- Заслуженный работник культуры Российской Федерации (1995)
- Орден Дружбы (2011)
- Благодарность Министра культуры и массовых коммуникаций Российской Федерации (22 мая 2006 года) — за добросовестный труд, многолетнюю деятельность, заслуги в развитии средств массовой информации и в связи с 60-летием со дня рождения[2]
- знак Министерства культуры и массовых коммуникаций РФ «За высокие достижения» (2007)
- почётные грамоты ВГТРК
- почётный диплом Федеральной службы России по телевидению и радиовещанию
- почётная грамота Губернатора Тюменской области
- знаком Союза журналистов России «За заслуги перед профессиональным сообществом» (2007)
- «Золотой орден» — за вклад и развитие международного делового сотрудничества (2006)
- золотая медаль Наполеона.
- Медаль святого благоверного князя Даниила Московского (Русской православной церкви)
- персональная награда Парламента Мальты «Эртсмейкер» — «Человек, определяющий лицо планеты».

| Премии - Тюменского комсомола им. П. П. Ершова - Д. Мамина-Сибиряка - И. Ермакова - В.Маяковского - П. Бажова - Большая литературная премия России | Звания - Серебряный микрофон (1995) - Почётный радист (1996) - Личность года (2004) - Золотое перо России (2005) - Журналист Сибири (2011). - Почетный гражданин Тюменской области (2019) |